# Jeanne Odo
Pour les articles homonymes, voir Odo.

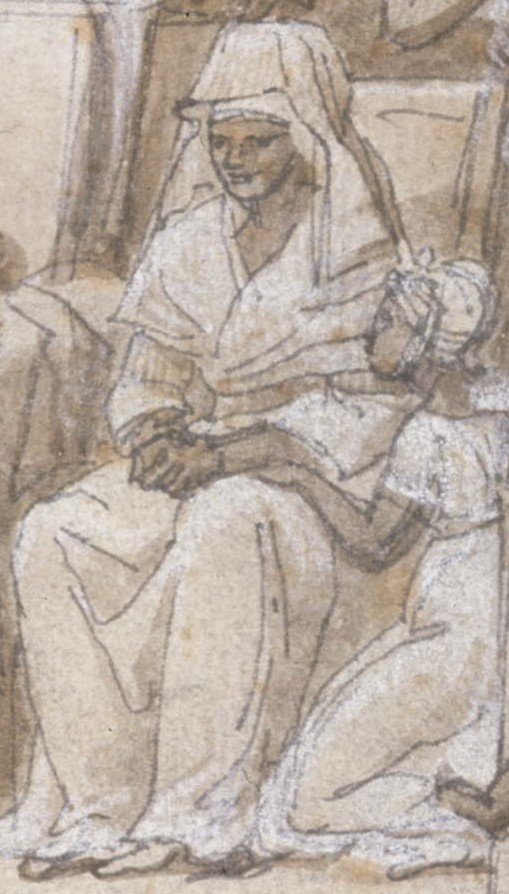
La citoyenne Jeanne Odon à la tribune, 1794, Ch. Thévenin.

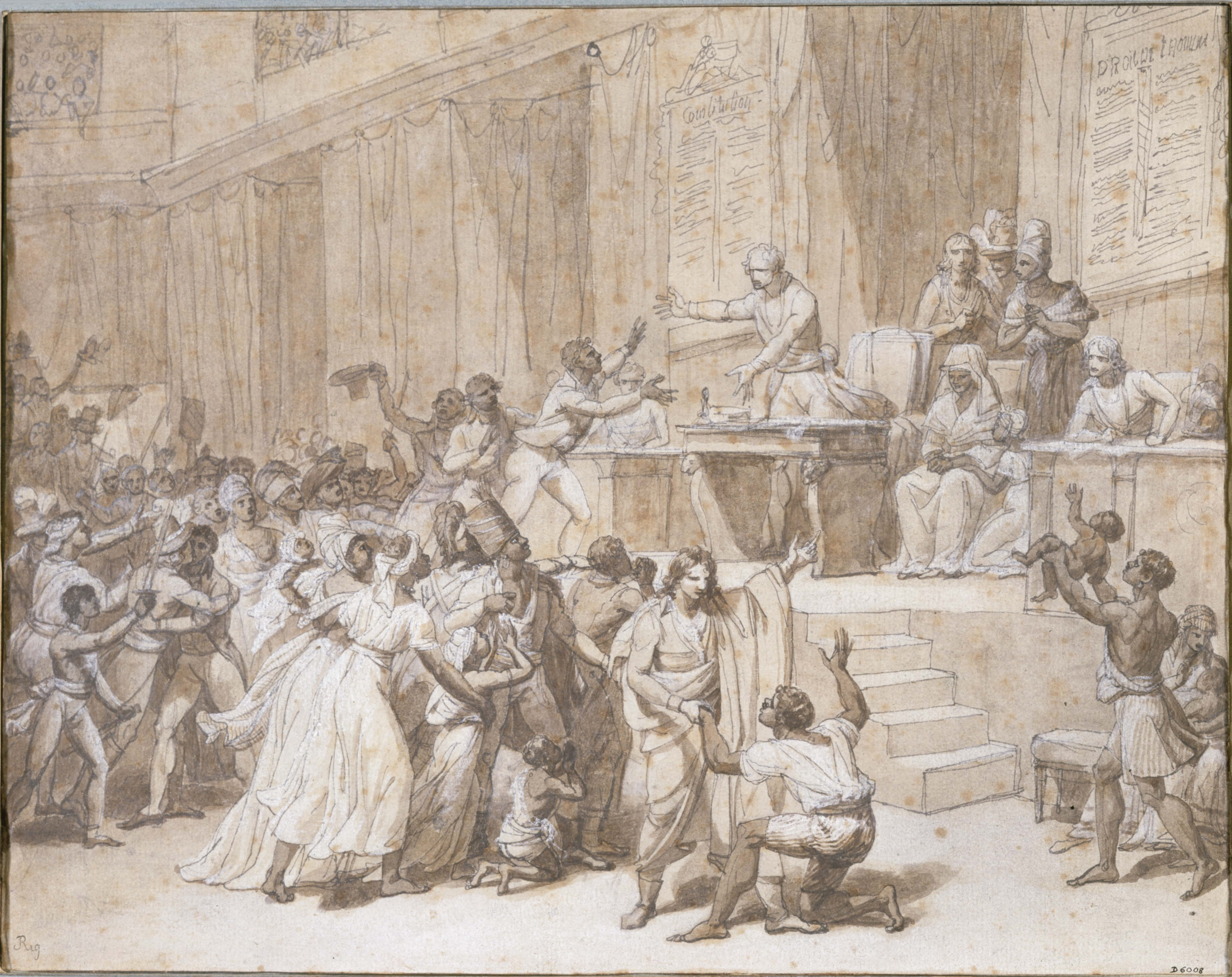
L'insurrection des esclaves de Saint-Domingue se prolonge à Paris. Les Hommes de couleur libres entrent dans la Convention et demandent l'abolition de l'esclavage dans l'empire colonial d'Ancien Régime. On voit Jeanne Odo à la tribune avec une jeune fille.

Jeanne Odo ou citoyenne Andotte, née à Port-au-Prince est une ancienne esclave de Saint-Domingue (actuelle Haïti). 
Alors âgée de 114 ans, elle se présente face à la Convention et demande l'abolition de l'esclavage,. 
Elle est reçue accompagnée d'une délégation de Noirs avec enthousiasme au club des Jacobins par les députés François-Louis Bourdon de l'Oise, Chabot, Maximilien de Robespierre, André Jeanbon Saint-André, Legendre, Maure et d'autres sociétaires, le 3 juin 1793. Tous applaudissent quand Chabot jure solidarité avec les hommes de couleur.

## Articles annexes
- Esclavage
- Abolition de l'esclavage
- Traites négrières
- Club des Jacobins